# Cuzcurrita de Río Tirón
Cuzcurrita de Río Tirón – gmina w Hiszpanii, w prowincji La Rioja, w La Rioja, o powierzchni 19,17 km². W 2011 roku gmina liczyła 510 mieszkańców.